# الموبد (الطويلة)

تعديل مصدري - تعديل

الموبد هي إحدى قرى عزلة شمات (حصن المخير) بمديرية الطويلة التابعة لمحافظة المحويت، بلغ تعداد سكانها 366 نسمة حسب تعداد اليمن لعام 2004.